# Даунене, Тамара Викторовна
Тамара Викторовна Даунене (в девичестве — Калягина) (род. 22 сентября 1951 года, Йошкар-Ола, Марийская АССР, РСФСР, СССР) — советская баскетболистка. Заслуженный мастер спорта СССР (1976).
Окончила Латвийский ГИФК, тренер.

## Биография
В 1968—1974 гг. выступала за «Спартак» (Ленинград), в 1974—1976 гг. — за ТТТ (Рига), в 1977—1981 гг. — за «Динамо» (Москва).
- Чемпионка ОИ 1976
- Чемпионка мира 1971
- Чемпионка Европы 1974, 1976
- Чемпионка СССР 1974—1976 гг., серебряный призёр 1970—1973, 1977 гг., бронзовый — 1979 г.
- Чемпионка VI Спартакиады народов СССР (1975).
- Чемпионка Универсиад 1970, 1973, 1977
- Обладательница КОК 1972—1974 и КЕЧ 1975
- Награждена медалью «За трудовую доблесть»